# 拳を天につき上げろ
「拳を天につき上げろ」（こぶしをてんにつきあげろ）は、2012年1月11日発売の奥田民生の24枚目のシングル。

## 解説
- 2011年のユニコーンの活動、厳島神社でのライブを経てリリースする2012年初のシングル。シングル作品としては前作「最強のこれから」以来1年4ヶ月ぶりのリリースとなった。
- 本曲はサッポロビールの2012年度の企業CMのタイアップ曲となっている。
- 初回限定版のみ、2011年10月22日に行った「ひとり股旅スペシャル@厳島神社」の舞台裏を収めたドキュメントDVDに加え、同日発売の『ひとり股旅スペシャル@厳島神社』のDVDかBlu-rayを両方購入した人を対象とした応募券を封入して発売される。

## 収録曲
1. 拳を天につき上げろ (4:07)
サッポロビール2012年企業CM曲。
2. EBm (5:49)
ROCK IN JAPAN FESTIVAL2011で「数人カンタビレ」として公開録音後、2011年8月8日に配信された曲。コード進行をそのままタイトルにしている。
3. 拳を天につき上げろ (Instrumental)  (4:06)

全作詞・作曲：奥田民生

## 参加ミュージシャン
- 奥田民生 - 全演奏

「EBm」ゲストミュージシャン
- 吉田佳史 (TRICERATOPS) - ドラム
- 渡辺シュンスケ - キーボード
- 吉井和哉 - コーラス
- 曽我部恵一 - コーラス